# Tumhalad
Tumhalad is een fictieve plaats uit de Silmarillion van J.R.R. Tolkien.
Tumhalad was een vlakte in het westen van Beleriand. Het lag tussen de rivier de Narog en zijn zijrivier de Ginglith. De plaats is beroemd als de plek waar Nargothrond haar laatste verdediging lag tegen Glaurung, een hopeloze slag waar de elfenheer Orodreth werd verslagen.